# NGC 3085
NGC 3085 (również PGC 28875) – galaktyka soczewkowata (S0), znajdująca się w gwiazdozbiorze Hydry. Odkrył ją John Herschel 23 marca 1835 roku.